# 步步惊心 (泰国电视剧)
《步步惊心》（英語：Scarlet Heart Thailand）是一部由《My Precious初戀：影集版》（2024）的导演卡妮塔·坤友执导，彤达婉·奔提维此弓（Tu）、梅塔文·欧帕西安卡琼（Win）、格拉帕·格潘（Nanon）、得湾·米弘拉（Tay）、纳塔瓦特·吉罗提昆（Fourth）、基亚契邦·斯里桑（Force）、普文诺·唐萨宇恩（Phuwin）、塔纳朋·苏库潘塔纳汕（Perth）主演的泰国时代爱情剧。此剧改编自著名中国电视剧《步步惊心》，预计将在2025年下半年通过GMM 25电视台播出。
此剧由GMMTV制作，并在2024年4月24日在曼谷联合大厅举行的「GMMTV2024 UP&ABOVE PART2」新戏发布会上公开长达一分钟的先导预告片，公布演员阵容。

## 剧情简介
一位来自现代的女性发现自己穿越到一个贵族千金的体内。当她与这个遥远时代陌生的习俗和社会规范作斗争时，她意外陷入了诸侯之间激烈的竞争之中。

## 演员阵容
| 演员                         | 角色 | 对应原著角色 | 角色简介 |
| ---------------------------- | ---- | ------------ | -------- |
| 彤达婉·奔提维此弓（Tu）      |      | 马尔泰·若曦  |          |
| 梅塔文·欧帕西安卡琼（Win）   |      |              |          |
| 格拉帕·格潘（Nanon）         |      |              |          |
| 得湾·米弘拉（Tay）           |      |              |          |
| 纳塔瓦特·吉罗提昆（Fourth）  |      |              |          |
| 基亚契邦·斯里桑（Force）     |      |              |          |
| 普文诺·唐萨宇恩（Phuwin）    |      |              |          |
| 塔纳朋·苏库潘塔纳汕（Perth） |      |              |          |

## 制作与发行

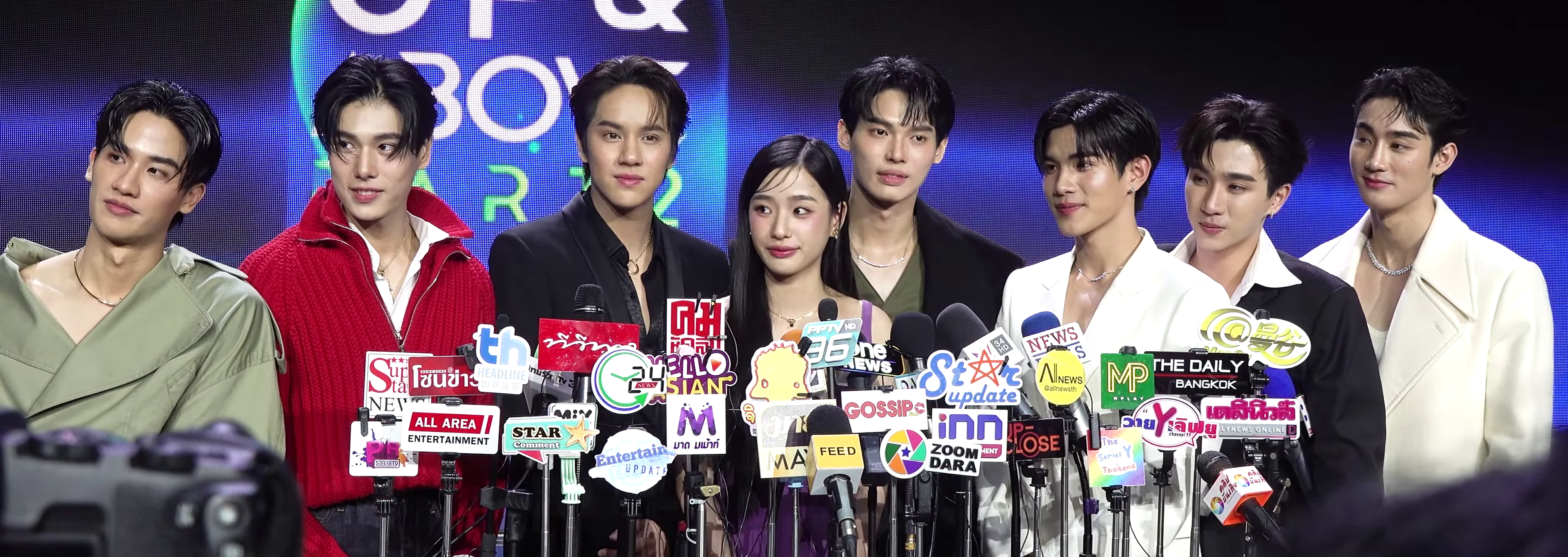
「GMMTV2024 UP&ABOVE PART2」新戏发布会上公开的主演演员阵容。

2024年4月23日，GMMTV在官方YouTube频道释出预告片。